# سیارک ۱۸۸۸۳
سیارک ۱۸۸۸۳ (به انگلیسی: 18883 Domegge، نامگذاری:1999YT8) هجده هزار و هشتصد و هشتاد و سومین سیارک کشف شده‌است که در ۳۱ دسامبر ۱۹۹۹ کشف شد.
قدر مطلق سیارک برابر ۱۳٫۷۰ است.